# Mikael Agricola
Pour les articles homonymes, voir Agricola.
Mikael Agricola (né vers 1510 à Pernaja – mort le 9 avril 1557 à Uusikirkko) est un pasteur finlandais qui devient évêque. Linguiste, théologien, humaniste, il est également un érudit dans de nombreux domaines telles les sciences de la nature, le droit et la médecine. Réformateur dans la province suédoise de Finlande, il souligne l'importance de la Bible. Écrivain et traducteur, il est l'auteur de la version finnoise du Nouveau Testament,.
Bien qu'Agricola soit surtout connu comme étant le père de la langue finnoise littéraire, il a également jeté les bases des sciences des religions et de la folkloristique en rédigeant une liste poétique d'anciens dieux finlandais (fi).

## Biographie

### Jeunesse
Mikael Agricola nait Michael Olaui ou Mikkel Olofsson (en finnois : Mikael Olavinpoika) vers 1510 dans l'ancienne municipalité de Pernå en Uusimaa, à l'époque en Suède, actuellement en Finlande.
Il est le fils d'Olavi ou Olof et le prénom de sa mère n'est pas connu. Son père, paysan, meurt au début des années 1541 tandis que sa mère meurt vers 1550,.
Il est nommé en référence au saint patron de l'église de Pernå.
La date exacte de sa naissance, comme la plupart des détails de sa vie, est inconnue.
Sa famille était une famille paysanne assez riche selon la comptabilité du bailli local. Il avait trois sœurs. Ses professeurs ont apparemment décelé son aptitude pour les langues et son recteur Bartholomeus l'envoie à Vyborg pour étudier à l'école latine mais aussi pour une formation sacerdotale, à l'école d'Érasme.
On ne sait pas si sa première langue était le finnois ou le suédois.
Pernå était principalement un district de langue suédoise, mais la langue qu'il a utilisée dans ses travaux indique qu'il était un locuteur natif de la langue finnoise,.
Cependant, il maîtrisait les deux langues et était peut-être un enfant bilingue,.

### Études
Quand Mikael Agricola fait ses études à Vyborg, il prend le nom de famille Agricola (qui signifie en français : agriculteur). Les noms de famille, basés sur le statut et l'activité du père étaient communs pour les érudits de la première génération, à l'époque. C'est probablement à Vyborg qu'il entre pour la première fois en contact avec la Réforme et l'Humanisme.
Le château de Vyborg était dirigé par un comte allemand, Johann VII de Hoya (en), qui avait servi le roi de Suède, Gustave Ier Vasa. Le comte était un partisan de la Réforme et il organisait déjà des cérémonies luthériennes,.
En 1528, Mikael Agricola suit son professeur à Turku, qui est alors au centre du côté finlandais dans le royaume suédois et la capitale de l' évêché.
Là, Agricola devient scribe dans le bureau de l'évêque Martinus Skytte,.
Tandis qu'il est à Turku, il rencontre le premier étudiant finlandais de Martin Luther : il s'agit de Petrus Särkilahti (fi), qui diffuse avec empressement, les idées de la Réforme. Särkilahti meurt en 1529 et il appartient à Mikael Agricola de poursuivre le travail de Särkilahti. Il est ordonné prêtre, vers 1531.
En 1536, l'évêque de Turku envoie Mikael Agricola étudier à Wittenberg en Allemagne.
Il se concentre sur les conférences de Philippe Mélanchthon, qui est un expert en grec, la langue originale du Nouveau Testament.
À Wittenberg, Mikael Agricola, sous la direction de Luther. Agricola est recommandé au roi suédois Gustav Vasa de la part des deux réformistes.
Il envoie deux lettres à Gustav, demandant une confirmation de bourse. Lorsque la confirmation arrive, Agricola s'achète des livres, comme les œuvres complètes d'Aristote. Il essaie de lire et de comprendre un document plus important, le texte original du Nouveau Testament, imprimé pour la première fois par Erasmus en 1516.
À partir de 1537, il commence à traduire le Nouveau Testament, en finnois,.

### Recteur et ordonnateur
Agricola est consacré évêque d'Åbo en 1554 sans l'approbation du pape. En conséquence, il commence une réforme de l'Église finlandaise suivant la pensée luthérienne. Il traduit le Nouveau Testament (le Se Wsi Testamenti), le livre des prières, l'hymne et la messe en finnois et par le biais de ce travail fixe les règles de l'orthographe qui sont à la base de l'écriture moderne du finnois. La profondeur de ce travail est particulièrement remarquable, puisqu'il l'accomplit en seulement trois ans.

### Mort
En 1557, Agricola dirige une délégation se rendant en Russie dans le cadre d'une mission diplomatique et se trouve à Moscou du 21 février au 24 mars pour négocier le traité de Novgorod.
Le 9 avril, il tombe malade et meurt dans la péninsule de Kyrönniemi près du village d'Uusikirkko dans l'isthme de Carélie le 9 avril 1557.

## Œuvres écrites

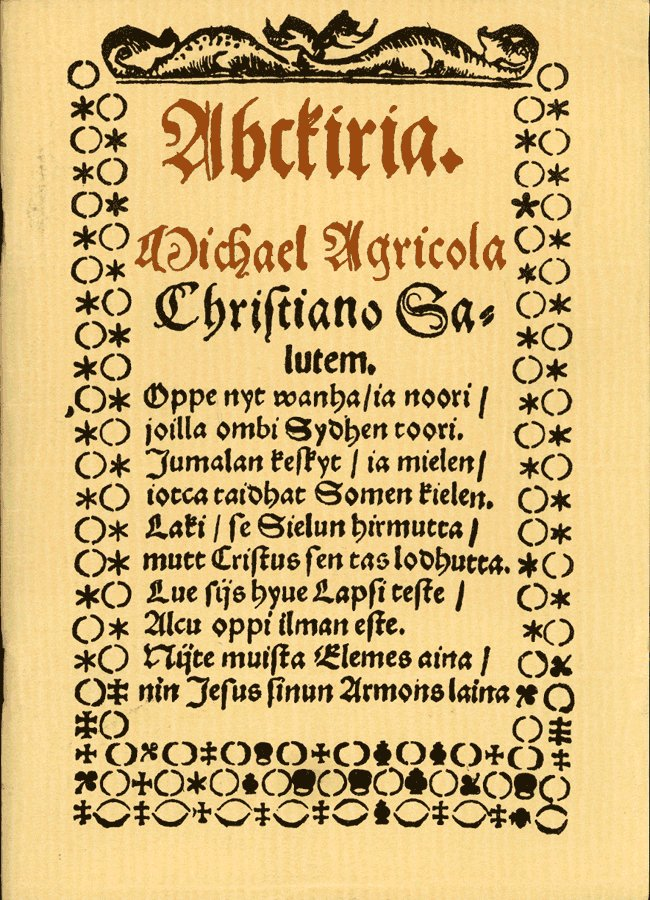
Abckiria 1543.

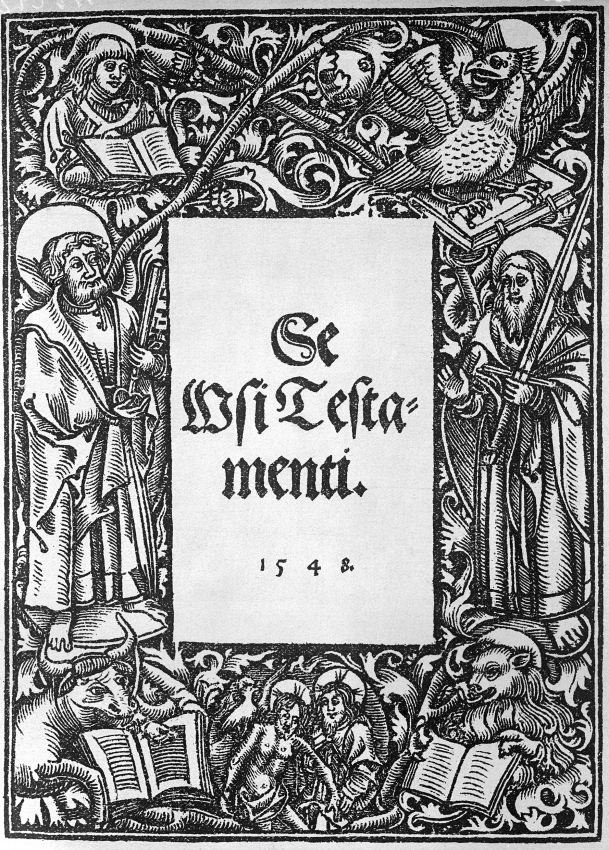
Se Wsi Testamenti traduction du Nouveau Testament par Mikael Agricola 1548.

### Œuvres religieuses
L'une des nouveautés les plus importantes de la réforme protestante a été la traduction de la Bible et des textes religieux du latin vers les langues vernaculaires.
La vernacularisation des services religieux nécessitait une littérature religieuse en finnois et, selon les principes de Martin Luther, chacun devait être capable de lire la Bible dans sa propre langue.
La création de littérature religieuse en finnois est devenue l'œuvre de toute une vie de Mikael Agricola.
Mikael Agricola a commencé à traduire le Nouveau Testament en finnois alors qu'il étudiait à Université  de Wittenberg.
Il a utilisé, comme sources, les versions originales de Martin Luther en grec et en allemand.
La traduction de Mikael Agricola a été publiée en 1548 sous le titre Se Wsi Testamenti. Cependant, le premier ouvrage publié d'Agricola fut le livre Abckiria (fi) (1543), qui comprenait les bases de la lecture et de la doctrine chrétienne.
L'auteur a probablement conçu l'ouvrage, imprimé à l'imprimerie d'Amund Laurentsson à Stockholm, principalement comme un catéchisme et l'a adressé en particulier aux prêtres qui, selon Agricola, étaient souvent "paresseux et stupides" et ne prenaient pas la peine d'étudier, et encore moins d'enseigner avec suffisamment de diligence.
Le livre Rucouskiria / Bibliasta (1544) ("Livre de prières/De la Bible") contenait des prières pour les services religieux et des dévotions individuelles écrites par Agricola sur la base de la Bible, des prières catholiques anciennes, des textes des réformateurs et d'Érasme de Rotterdam,.
L'objectif principal d'Agricola était de traduire entièrement la Bible, mais le projet a été contrecarré par le manque de financement.
Cependant, il a traduit des parties de l'Ancien Testament en finnois dans les ouvrages Dauidin Psaltari (Psautier de David), Weisut ia Ennustoxet Mosesen Laista ia Prophetista Wloshaetut (fi) (Cantiques et prophéties, extraits de la loi de Moïse et des prophètes) et Ne Prophetat (fi) (Les prophètes) (1551-1552).
Pour les services religieux, Agricola a redigé (1549) les missels Käsikiria Castesta ia Muista Christikunnan Menoista (fi) (Manuel sur les castes et autres chrétientés), Messu eli Herran Echtolinen (fi) (La Messe ou la communion du Seigneur) et Se meiden Herran Jesusen Christusen Pina (fi) (Notre Seigneur Jésus-Christ).

Le but de ses livres était, conformément à la Réforme, de permettre la fréquentation de l'église en langue finnoise et d'apprendre aux gens à lire.
Agricola n'a pas été le premier à écrire en finnois, car des textes religieux en finnois avaient déjà été publiés auparavant.
Cependant, sa production était à la fois beaucoup plus étendue et linguistiquement plus habile que les tentatives précédentes.
Agricola a cherché un modèle pour l'orthographe de la langue finnoise à partir du suédois, de l'allemand et du latin, et dans ses textes, on peut voir des caractéristiques empruntées à ces langues, telles que des structures de phrases étrangères, dont l'utilisation du titre  Se Wsi Testamenti".
Agricola a utilisé les lettres (b, c, w, x) qui ont ensuite disparu de la langue finnoise écrite,,.

### Mythologie finnoise
Dans sa préface du psautier de David (Dauidin Psalttari), Agricola a écrit une liste poétique des anciens dieux finnois et de courtes explications sur la signification populaire des différents dieux.
Son objectif était de montrer à quel point le paganisme était insensé et pécheur.
Cependant, il n'a inclus que certains des dieux dans sa liste.
Le but semble avoir été de constituer un panthéon finnois basé sur le modèle grec, c'est-à-dire le panthéon olympien.
La liste a intéressé les chercheurs, car les descriptions plus complètes des croyances populaires ne datent que des siècles suivants. Mikael Agricola aurait même, sans le savoir, jeté les bases des études religieuses et folkloriques finnoises.

## Postérité

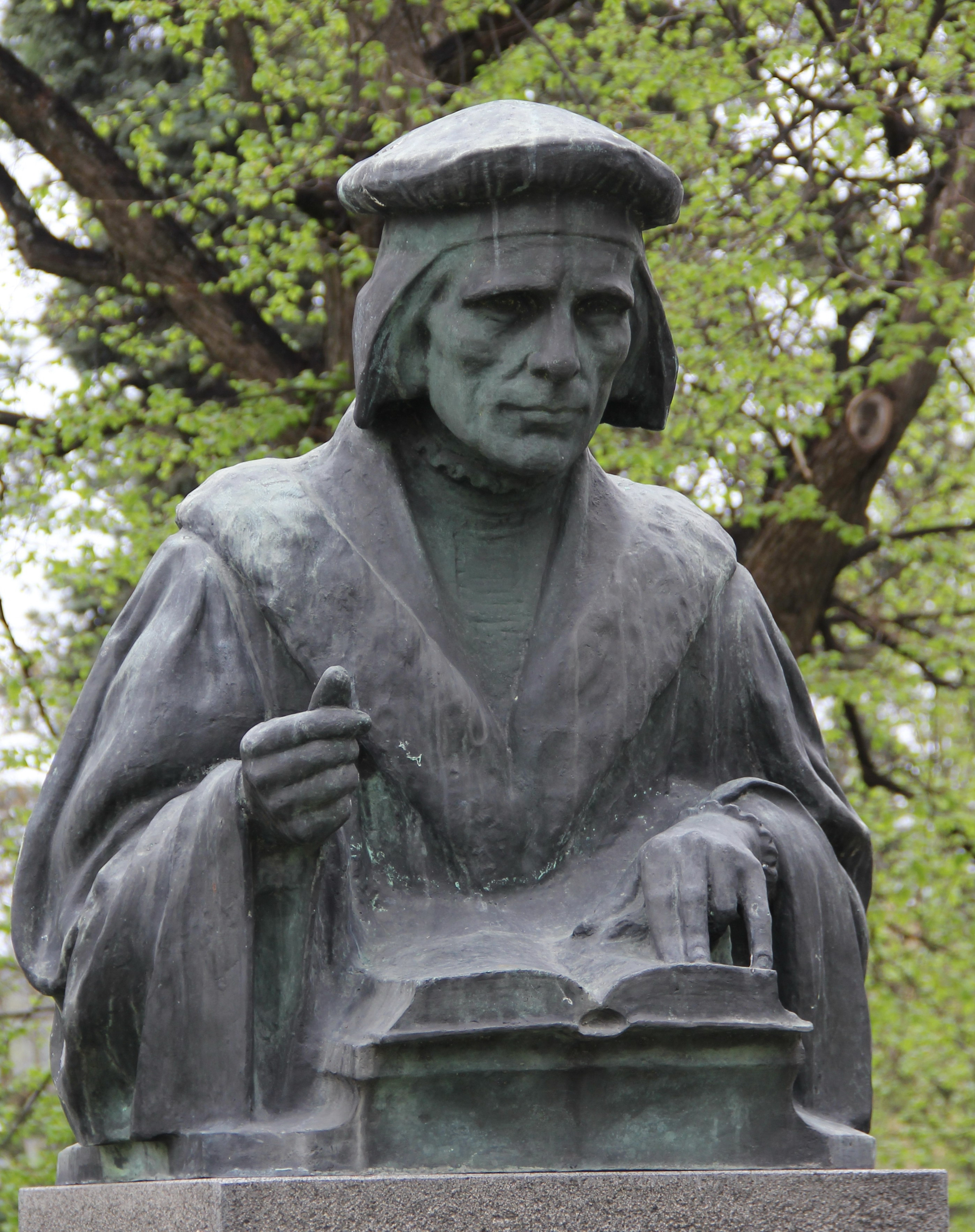
Statue de Mikael Agricola à Lahti.

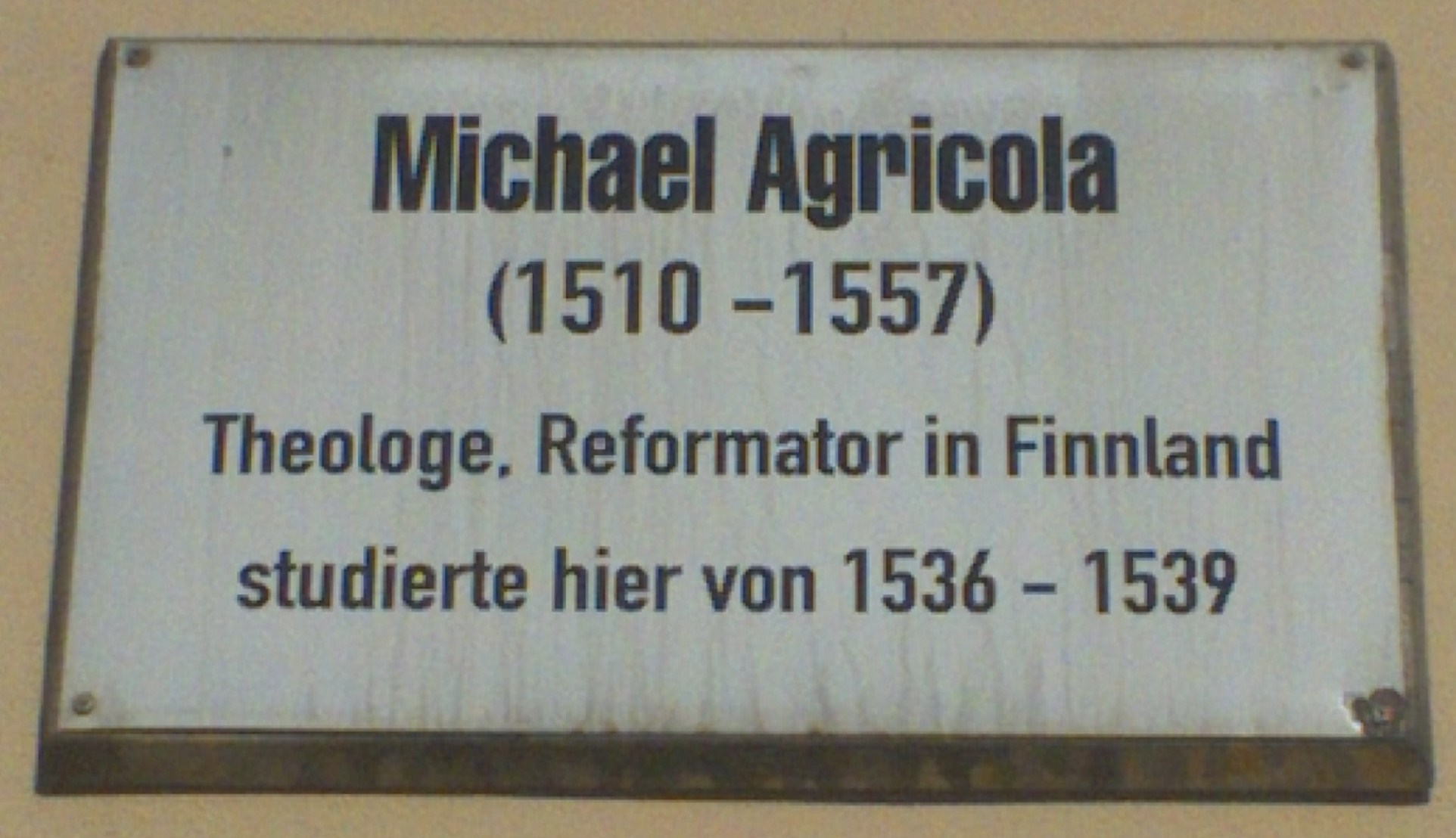
Plaque de rue à l'université Martin-Luther de Halle-Wittemberg en Allemagne.

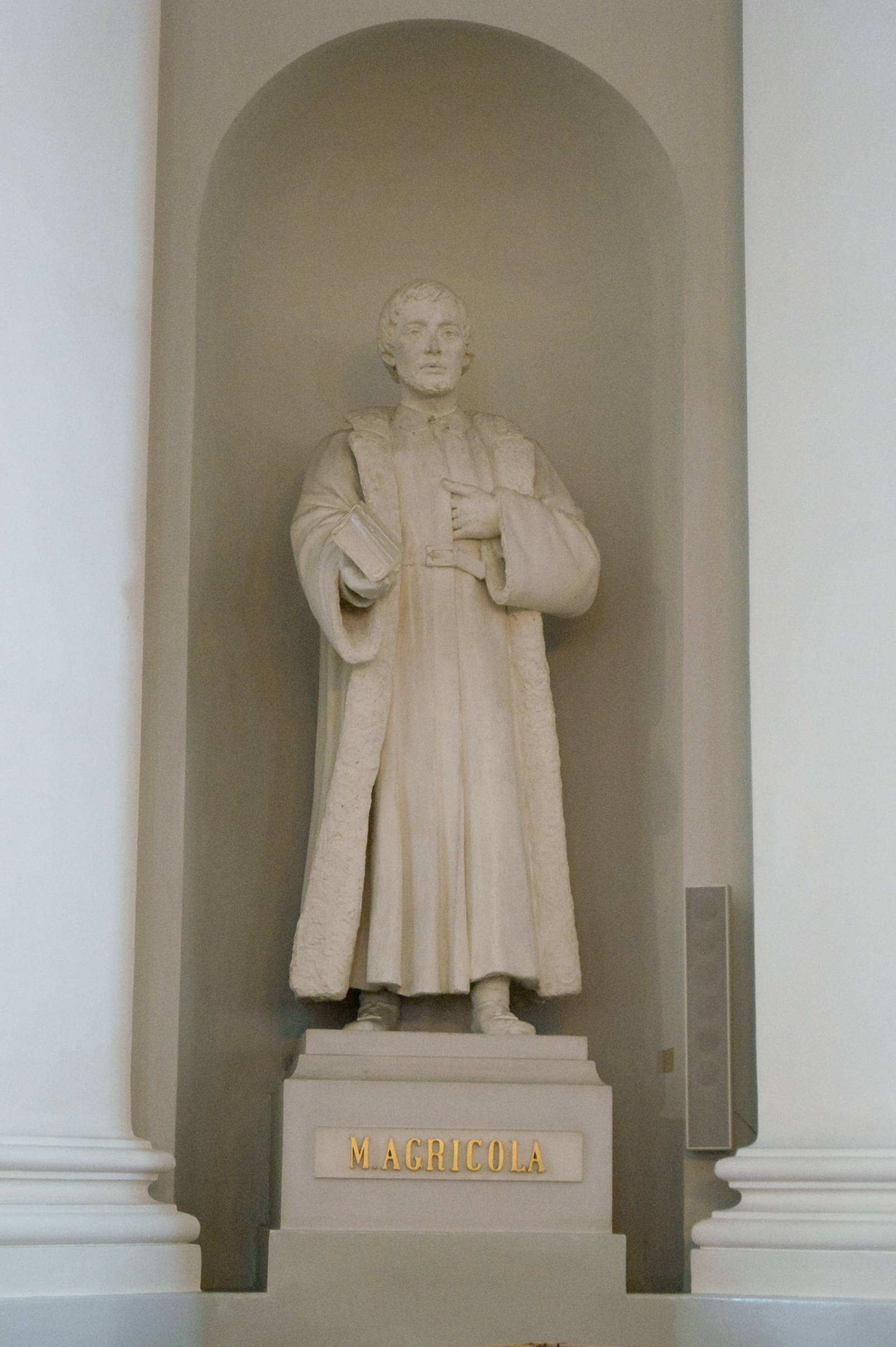
Statue de Mikael Agricola dans la cathédrale d'Helsinki.

L'image idéaliste de la paysannerie des romantiques nationaux du XIXe siècle a contribué à donner d'Agricola l'image une personne modeste issue de milieux pauvres.
En réalité, sa famille était richetitre et il était conscient de sa propre valeur et de son importance.
Les générations ont respecté le travail d'Agricola en tant que créateur de la littérature finlandaise, mais Agricola le sentait différemment à son époque.
Selon lui, son travail n'a pas été apprécié, mais critiqué et rejeté.
Il écrit dans le Livre de prières (1544) : Ne piétinez pas le livre comme un porc, même s'il comporte quelques fautes.
Selon le chercheur Simo Heininen, Mikael Agricola et son travail ont été oubliés assez tôt. Il a été élevé au statut de grand homme seulement des centaines d'années plus tard, aux côtés d'Elias Lönnrot, Johan Ludvig Runeberg et Johan Vilhelm Snellman, lorsque le nationalisme finlandais était à son apogée.
De l'avis de Simo Heininen, Agricola était un véritable érudit européen des sciences humaines, qui, en plus de ses intérêts théologiques et linguistiques, avait une connaissance approfondie de l'histoire et de la géographie pour son époque.

### Mémoire
Le jour de la mort de Mikael Agricola, le 9 avril, est actuellement un jour de lever du  drapeau et le jour de la langue finnoise.
Le même jour est également l'anniversaire et le jour du nom d'Elias Lönnrot.
Mikael Agricola a donné son nom à une rue Agricolankatu à Helsinki, à Lohja et à Turku et à Agricolantie à Pernaja.
L'église Mikael Agricola à Helsinki porte également son nom.
La première statue publique de Mikael Agricola, sculptée par Ville Vallgren, a été  dévoilée en 1887 dans la cathédrale luthérienne d'Helsinki.
Avant cela, en 1877, la statue  de Mikael Agricola conçue par Carl Eneas Sjöstrand avait été érigée dans la salle des séances du chapitre de chanoines de Turku.
En 1908, une statue sculptée par Emil Wikström est érigée devant la cathédrale de Viipuri, mais elle disparaît à la fin de la guerre d'hiver.
D'autres copies de la statue de Emil Wikström ont été érigées en 1953 dans le parc Erkonpuisto de Lahti et en 1954 près de l'église de Pernå.
En 2009, une nouvelle copie de la statue perdue a été réérigée à Viipuri, devant l'église Saint-Pierre-et-Saint-Paul.
Une statue d'Agricola réalisée par Oskari Jauhiainen a été dévoilée sur le mur de la cathédrale de Turku en 1952,.

### Timbres postaux
En 2007, 450 ans après la mort d'Agricola, une médaille et une pièce commémorative ont été émises, entre autres, ainsi qu'un timbre.
L'an 1948 était le 400e anniversaire de la publication du Se Wsi Testamenti.

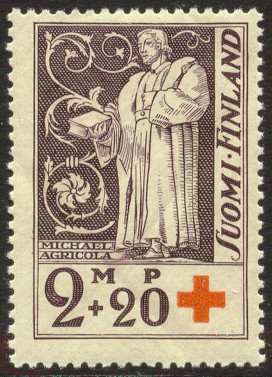
année 1933
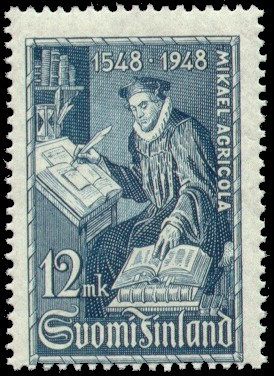
année 1948
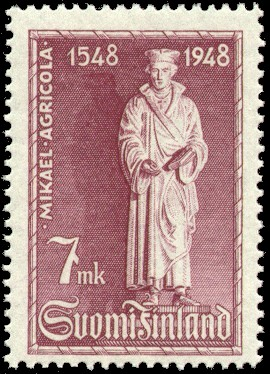
année 1948
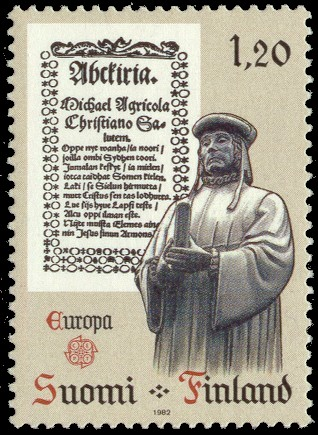
année 1982

## Galerie
| |
| Statue de Mikael Agricola à Viipuri par Emil Wikström, photographiée le jour de son dévoilement le 21 juin 1908 |

|                                           |
| Copie de 1910 dans la Cathédrale de Turku |

|                         |
| Copie de 1959 à Loviisa |

|                                |
| Copie de 1993 recast à Viipuri |

|                                                               |
| Monument près du lieu de la mort d'Agricola, près de Primorsk |

|                                |
| Plaque à Agricola à Wittenberg |

|                        |
| Église Mikael Agricola |

|                                                  |
| Statue d'Agricola par Carl Eneas Sjöstrand, 1877 |

|                                                                   |
| Statue d'Agricola dans la Cathédrale luthérienne d'Helsinki, 1887 |

| |
| Mikael Agricola remet la traduction finnoise du Nouveau Testament à Gustave Ier Vasa, Robert Wilhelm Ekman, 1853 |

|                                                                             |
| Agricola donnant le Se Wsi Testamenti à Gustave Ier Vasa par Albert Gebhard |

|                                         |
| Mort d'Agricola par Joseph Alanen, 1917 |